# Козлятник
Козля́тник, или Гале́га (лат. Galéga) — род крупных многолетних травянистых растений семейства Бобовые (Fabaceae). Ценное кормовое и медоносное растение.
Научное латинское название рода происходит от др.-греч. γαλα (gala) — молоко. Название было дано в связи с белым соком растения, выступающим при повреждении растения.

## Ботаническое описание
Высокие многолетние растения с ветвистым стеблем 40—100 см высотой и непарно-перистосложными листьями 5—20 см длиной со свободными прилистниками.
Цветки многочисленные в терминальных или пазушных кистях. Венчик светло- или тёмно-синий, фиолетовый, реже белый.

## Распространение и среда обитания
Севернее культивируемые как сельскохозяйственные кормовые и медоносные растения, на юге России это 2 дикорастущих вида:
- Galega officinalis L. typus — Козлятник лекарственный (южноевропейско-ирано-кавказский вид, редко в культуре)
- Galega orientalis Lam. — Козлятник восточный

Прекрасно приживается даже на кислых почвах, активно конкурирует с люцерной в Нечерноземье, однако для роста необходимо один раз внести клубеньковые бактерии. 
Род включает 5 видов, распространённых в Юго-Восточной Европе, Западной Азии и тропических районах Восточной Африки. Область наибольшего разнообразия видов находится в Малой Азии между Чёрным и Каспийским морями[уточнить]. Некоторые виды натурализовались на новых территориях.

## Ботаническая классификация
Род Козлятник (Galega) — единственный представитель монотипной подтрибы Galeginae Bronn, входящей в трибу Galegeae подсемейства Мотыльковые (Faboideae) семейства Бобовые (Fabaceae).

### Виды
- Galega battiscombei (Baker f.) J.B.Gillett
- Galega lindblomii (Harms) J.B.Gillett
- Galega somalensis (Harms) J.B.Gillett

### Районированные сорта
В Российский Государственный реестр селекционных достижений, допущенных к использованию в 2021 году, включено 17 сортов Козлятник восточный и 1 сорт Козлятник лекарственный. 